# Tapeinotus sellatus
Tapeinotus sellatus är en skalbaggsart som först beskrevs av Fabricius 1794.  Tapeinotus sellatus ingår i släktet Tapeinotus, och familjen vivlar. Arten är reproducerande i Sverige.

## Bildgalleri

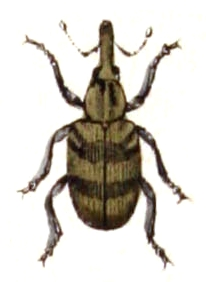